# Сиена (футбольный клуб)
«Сиена» (итал. Associazione Calcio Siena, в 2014—2020 — Robur Siena, с 2020 года — ACN Siena 1904) — итальянский футбольный клуб из города Сиена, провинции Тоскана.

## История
Футбольный клуб «Сиена» образовался в 1904 году, а футбольная секция при нём возникла в 1908 году. В сезоне 1920/21 клуб дебютировал в чемпионате Италии в Серии С. В Серию B команда пробилась в сезоне 1935/36, в том же сезоне дебютировал в розыгрыше Кубка Италии, где была разгромлена команда «Ливорно» в первом раунде. В конце сезона команда покинула второй дивизион и опять оказалась в Серии С. Обратно команда вернулась в 1938 году и продержалась там до 1943 года, когда чемпионат был прерван из-за Второй мировой войны.
После войны, в 1952 году, «Сиена» вылетела в Серию D, а в 1956 году ей удалось вернуться в Серию С, но в 1970 году команда вновь оказалась в Серии D.
В 2000 году начался подъём клуба. «Сиена» получила возможность играть в Серии В, правда свой первый сезон завершила на 13-м месте, а в следующем и вовсе боролась за выживание в Серии В. В итоге клуб сохранил за собой место в Серии В, в частности, благодаря тренеру Джузеппе Пападопуло, который по ходу сезона был отправлен в отставку, но впоследствии его вернули на тренерский пост.
Следующий сезон оказался успешным для команды и, заняв первое место в Серии В, «Сиена» впервые в истории пробилась в высшую лигу итальянского футбола. В Серии А высшим достижением клуба является 13-е место в 2004 и 2008 годах.
По итогам сезона 2012/13 «Сиена» покинула Серию А. В Серии B 2013/14 заняла 9-е место.
Летом 2014 года клуб был объявлен банкротом, а спустя всего несколько дней воссоздан (под названием Robur Siena Società Sportiva Dilettantistica). Команда была зачислена в Серию D, в сезоне-2014/15 заняла 1-е место в группе E Серии D и в течение следующих сезонов (2015/16—2019/20) играла в Лиге Про / Серии C. В апреле 2018 года клуб стал акционерным обществом, название было изменено на Robur Siena SpA.
На сезон 2020/21 в Серию C клуб не заявился, был выкуплен компанией «Siena Noah Ssd Srl.», входящей в армянский холдинг «Ноа», и выступал в Серии D под названием ACN Siena 1904. Заняв 5-е место в группе E, проиграл в полуфинальном раунде стыковых матчей римскому «Трастевере», но тем не менее[почему?] следующий сезон начал в Серии C.

## Цвета и прозвища
| Белый | Чёрный |

Традиционные цвета команды чёрный и белый.

## Текущий состав

### Закреплённые номера
- № 4 закреплен за  Мишелем Миньяни, защитником клуба (1996—1997, 1998—2006)

## Количество сезонов по дивизионам
| Дивизион | Количество сезонов | Дебют     | Последний сезон |
| -------- | ------------------ | --------- | --------------- |
| A        | 9                  | 2003/2004 | 2012/2013       |
| B        | 16                 | 1922/1923 | 2013/2014       |
| C        | 49                 | 1927/1928 | 1999/2000       |
| D        | 10                 | 1952/1953 | 2014/2015       |